# Damernas parhoppning i höga hopp i simhopp vid olympiska sommarspelen 2008
De 10 meter höga hoppen för damer i par i simhopp under de olympiska sommarspelen i Peking 2008 hölls den 11 augusti i Beijing National Aquatics Center, mer känt som "vattenkuben". Endast en omgång av dessa synkroniserade simhopp hölls som innehöll åtta deltagare. Alla fick hoppa sex hopp var.

## Medaljörer
| Event                          | Guld                          | Silver                                | Brons                                   |
| Parhoppning 10 meter höga hopp | Wang Xin och Chen Ruolin Kina | Briony Cole och Melissa Wu Australien | Paola Espinosa och Tatiana Ortiz Mexiko |

## Resultat
| Placering | Nation                                   | Hopp  | Hopp  | Hopp  | Hopp  | Hopp  | Totalt |
| Placering | Nation                                   | 1     | 2     | 3     | 4     | 5     | Totalt |
| --------- | ---------------------------------------- | ----- | ----- | ----- | ----- | ----- | ------ |
| 1         | Kina Wang Xin Chen Ruolin                | 55,80 | 55,20 | 79,20 | 82,56 | 90,78 | 363,54 |
| 2         | Australien Briony Cole Melissa Wu        | 51,00 | 53,40 | 72,00 | 71,04 | 87,72 | 335,16 |
| 3         | Mexiko Paola Espinosa Tatiana Ortiz      | 46,80 | 48,60 | 77,76 | 73,26 | 83,64 | 330,06 |
| 4         | Tyskland Annett Gamm Nora Subschinski    | 50,40 | 49,80 | 69,12 | 60,39 | 80,58 | 310,29 |
| 5         | USA Mary Beth Dunnichay Haley Ishimatsu  | 51,00 | 51,00 | 60,30 | 66,24 | 80,58 | 309,12 |
| 6         | Nordkorea Choe Kum-Hui Kim Un-Hyang      | 53,40 | 51,60 | 61,20 | 63,36 | 78,54 | 308,10 |
| 7         | Kanada Meaghan Benfeito Roseline Filion  | 51,00 | 51,60 | 67,50 | 62,37 | 73,44 | 305,91 |
| 8         | Storbritannien Tonia Couch Stacie Powell | 51,00 | 48,60 | 66,60 | 63,84 | 73,44 | 303,48 |